# Shin’ichi Ōsawa
Shin’ichi Ōsawa (jap. 大沢 伸一, Osawa Shinichi; * 7. Februar 1967 in der Präfektur Shiga) ist ein japanischer DJ, Komponist, Musiker (Bassist) und Musikproduzent.
Osawa hat aktiv sowohl mit vielen internationalen als auch mit japanischen Künstlern zusammengearbeitet, insbesondere in der Band Mondo Grosso. Er hat bereits mit Künstlern wie Felix Da Housecat, Ayumi Hamasaki, Monday Michiru, Basement Jaxx, Ellen McIlwaine und Freeform Five zusammengearbeitet. Zurzeit ist er bei Avex Trax unter Vertrag. Seine Arbeit porträtiert Genres wie Jazz, Soul, Hip-Hop, Bossa Nova und R’n‘B, obwohl seine neueren Produktionen hauptsächlich für den Dancefloor gedacht sind.

## Laufbahn
1989 begann Osawa Musik zu produzieren. Er begründete zunächst die Band Mondo Grosso (gleichnamiges Album 1993). Das Album kam in Übersee ebenso gut an wie im asiatischen Raum, was zur Herausgabe mehrerer Alben und 12" EPs in den Vereinigten Staaten und Europa führte. Die Gruppe löste sich im Juni 1995 auf. Shinichi Osawa verwendete den Namen weiter für seine Soloprojekte. Verschiedene Vokalisten und Musiker schufen mit ihm zusammen die Songs für sein Album Closer, das 1997 veröffentlicht wurde.
Nach Closer, wandte sich Osawa der Produktion zu, und kreierte u. a. UAs „Rhythm“, Charas „Junior Sweet“, und Monday Michirus „You Make Me“. Nach dem Wechsel zu Sony Music Associated Records, produzierte Osawa sein bisher bestverkauftes Album auf seinem Sony-angehörenden For Life Records Label. Das Album war die erste namensgebende Platte der R’n‘B-Sensation Bird und verkaufte sich über 800.000 mal.
Osawa folgte 2000 mit seinem Album MG4, das er wieder unter dem Namen Mondo Grosso veröffentlichte und mit großen japanischen Musikern wie N'dea Davenport (Brand New Heavies) und Amel Larrieux (Groove Theory) eingespielt hat. Damit schuf er ein Meisterwerk der Gegenwart, das musikalisch dem jeweiligen Anspruch von Jazz, Funk und Soul entspricht. Das Album enthielt die Hit-Single Life, die im Sommer dieses Jahres das Radio rauf und runter lief. MG4 wurde in insgesamt 25 Ländern veröffentlicht. Ein Gig mit Jamiroquai infolge eines Remix-Projekts und ein Track für das offizielle 2002er-Fifa-Album Fever Pitch führten seine musikalische Laufbahn weiter.
Er veröffentlichte weiterhin den Smash-Hit Shinin'  featuring Kj von Dragon Ash, und verhalf Neuling Mika Nakashima mit ihrer Single Love Addict ins Club-Jazz Territorium. Sein Siegeszug ging 2004 weiter, indem er sein fünftes Album Next Wave featuring BoA, Kj, Towa Tei, UA, und einer Menge anderer hoch profilierter Interpreten veröffentlichte. 2005 komponierte Osawa u. a. die hypnotische Techno-Musik des populären PSP-Spiels Lumines.
2006 wechselte Osawa sein Major-Label wieder, und wandte sich für sein Album The One dem Label Avex Trax zu. Ende 2007 erschien letztendlich sein neustes Album in Zusammenarbeit mit Künstlern wie Au Revoir Simone, Princess Superstar und Ania von Freeform Five, auf dem unter anderem ein Remake von Chemical Brothers’ Star Guitar (featuring 'Au Revoir Simone') zu finden ist.
Abseits seiner eigenen musikalischen Karriere hat Shinichi Osawa schon mit Brad Pitt und Cate Blanchett zusammengearbeitet, und zwar in Alejandro González Iñárritu' Kultfilm Babel, wo er die Rolle des DJs im Club hatte.
HMV Japan wählte Osawa auf Platz 95 der „100 besten japanischen Popkünstler“.
Als Komponist und Produzent weist Osawa eher wohlklingende und ruhige Töne vor, wohingegen er als DJ und Remixer meist dem berstenden Synthesizer-Clubsound treu bleibt (abgesehen einiger Remixe wie dem von Felix da Housecats Radio oder Pogo von Digitalism, die auch in der breiten Masse Anklang finden).

## Diskografie
Studioalben
- 1997: Closer
- 2000: MG4
- 2004: Next Wave
- 2007: The One
- 2010: SO2

Livealben
- 1995: The European Expedition
- 2004: Live On The Next Wave

Mini-Alben
- 1993: Marble
- 1994: Invisible Man
- 1995: Pieces From The Editing Floor